# ادبیات لزبین
ادبیات لزبین (انگلیسی: Lesbian literature) زیرگونه‌ای از ادبیات است که به موضوعات مرتبط با همجنس‌گرایی زنانه می‌پردازد. این نوع از ادبیات، هم شامل شخصیت‌ها و آثار داستانی می‌شود و هم، شامل موضوعات غیرداستانی مورد علاقه جامعه همجنسگرایان زن.
داستان‌هایی که در این دسته‌بندی قرار می‌گیرند، می‌توانند در ژانرهای ادبی از جمله داستان تاریخی، علمی–تخیلی، فانتزی و رمان عاشقانه قرار بگیرند. اولین رمان انگلیسی‌زبان که دارای محتوای مرتبط با ادبیات لزبین است، کنج عزلت (۱۹۲۸) نام دارد.